# Lundbräken
Lundbräken, Dryopteris dilatata, är en träjonväxtart som först beskrevs av Georg Franz Hoffmann, och fick sitt nu gällande latinska namn av Asa Gray. Dryopteris dilatata ingår i släktet Dryopteris och familjen Dryopteridaceae. Inga underarter finns listade.
Lundbräken blir ungefär mellan 50 och 150 centimeter hög.

## Bildgalleri

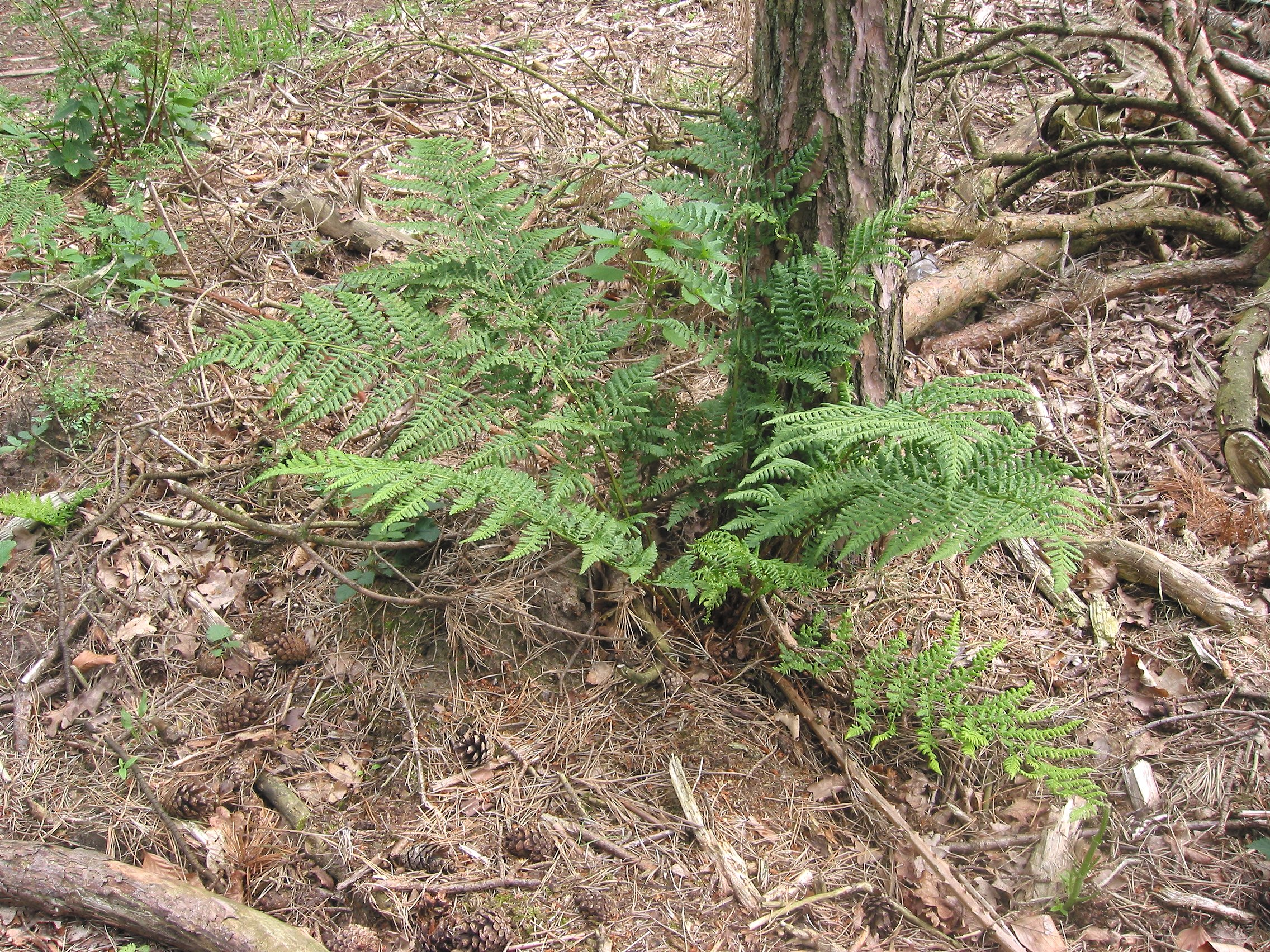
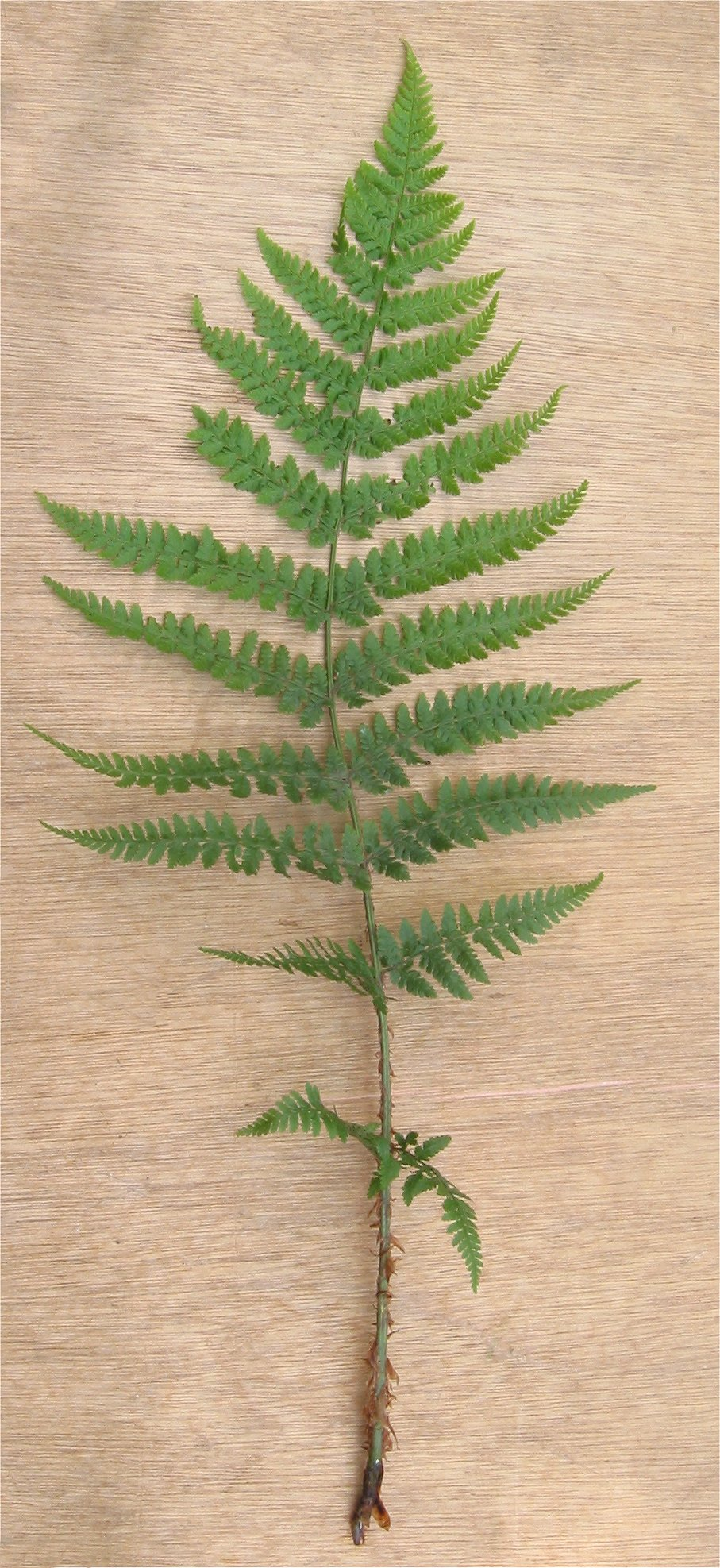
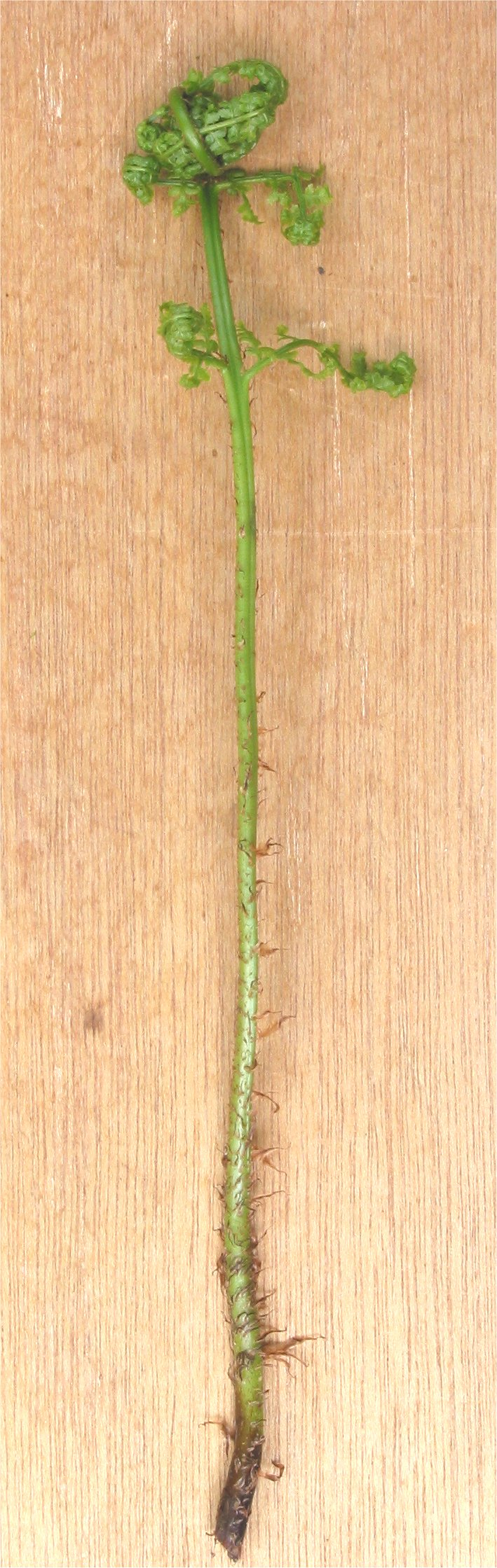
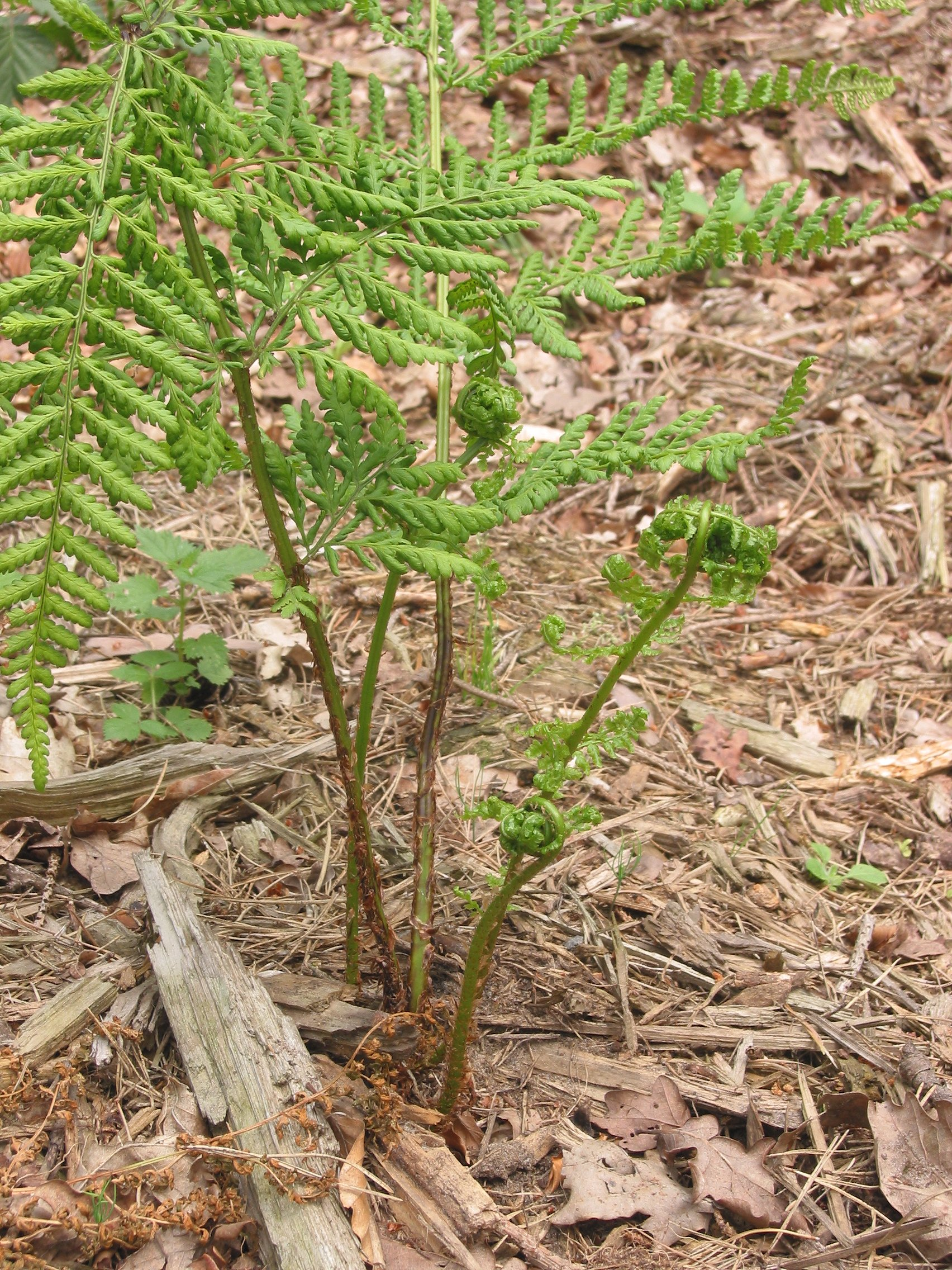
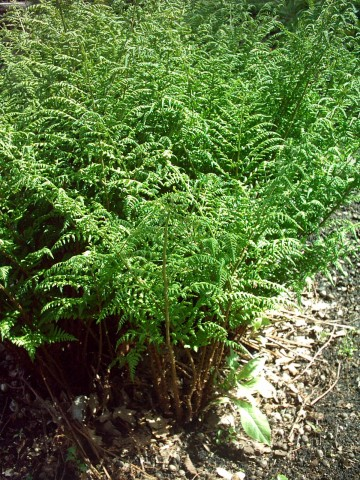
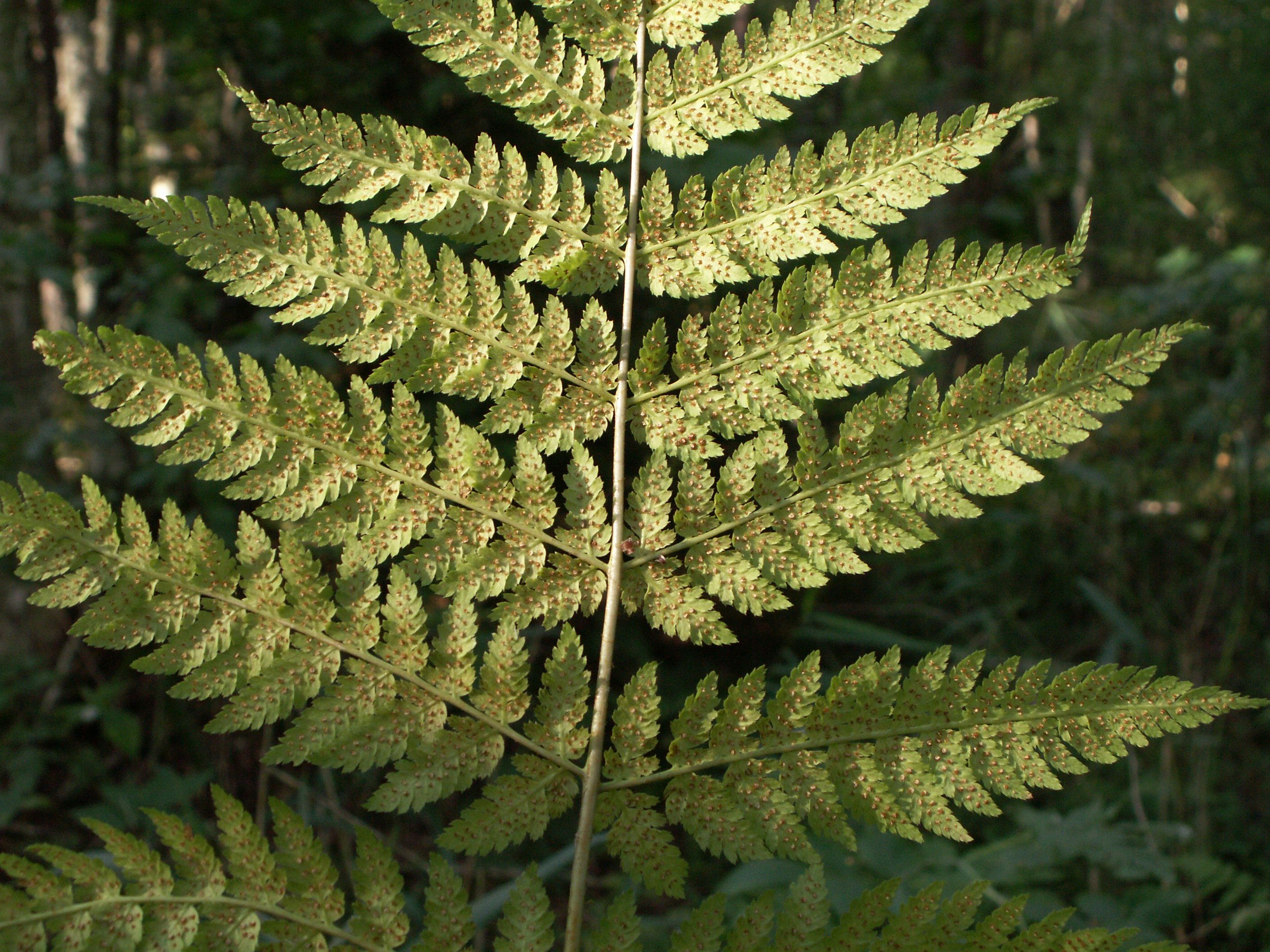